# Gereformeerde kerk (Spui)

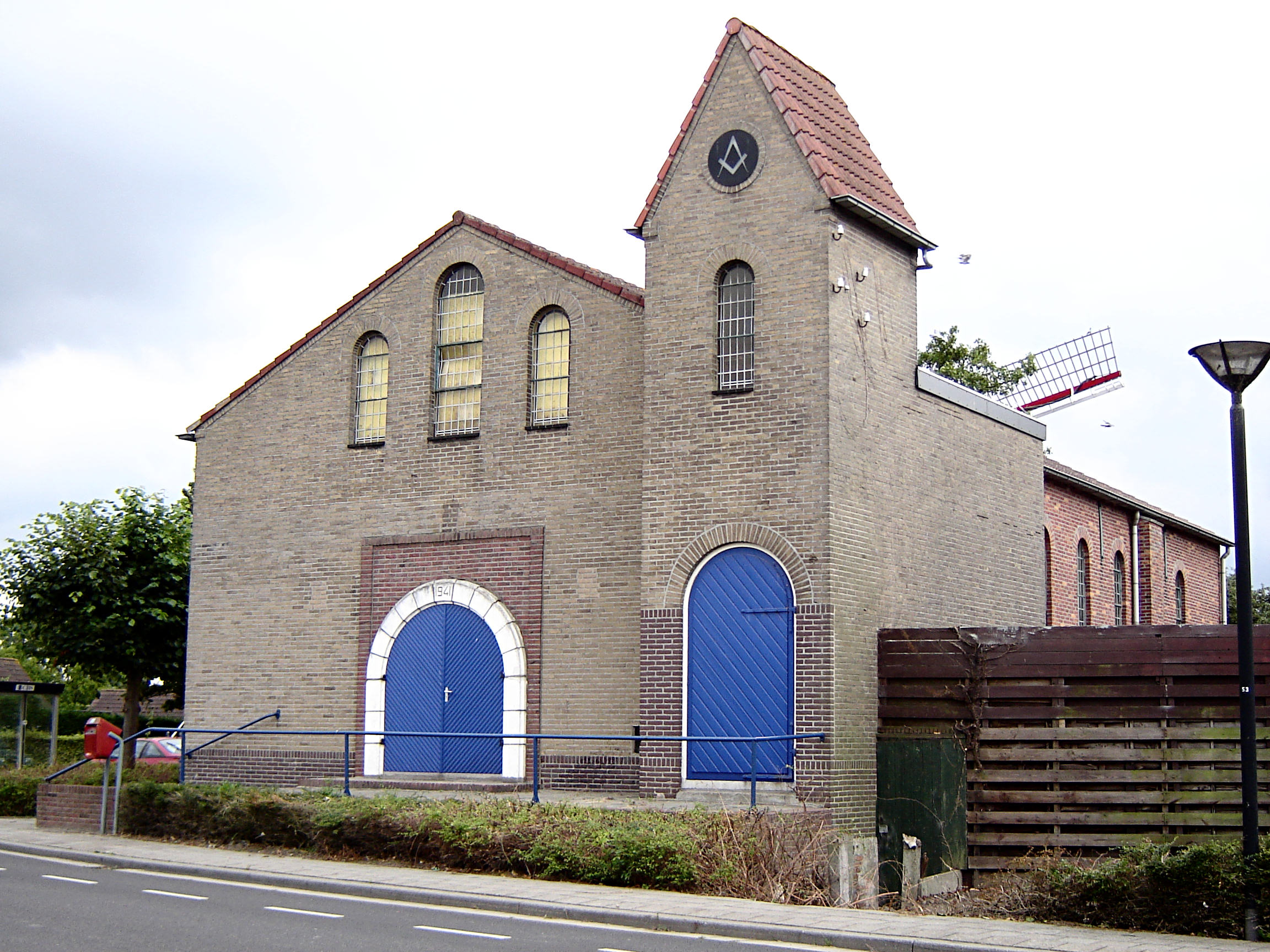
Gereformeerde kerk

De Gereformeerde kerk is een voormalig Gereformeerd kerkgebouw in de tot de Zeeuwse gemeente Terneuzen behorende buurtschap Spui, gelegen aan Spui 23.

## Geschiedenis
Oorspronkelijk was dit een verenigingsgebouw, dat in 1941 tot Gereformeerde kerk werd omgebouwd. In 1944 ontstond er een scheuring, waarbij de Vrijgemaakten zich afsplitsten. Zij waren de grootsten en kregen aanvankelijk de kerk toegewezen. De (‘synodaal’) Gereformeerden kerkten voortaan in de school aan de Poortersdijk 1. Na een rechterlijke uitspraak moest dit worden teruggedraaid en kregen de Gereformeerden de kerk, en de Vrijgemaakten de school toegewezen. In 1971 werd de Vrijgemaakte gemeente samengevoegd met die van Axel en kerkte men voortaan in de Axelse kerk. De school werd een buurthuis.
In 1980 werd ook de Gereformeerde kerk op Spui afgestoten, daar de Gereformeerden samengingen met die van Axel, en voortaan kerkten in de Gereformeerde Ichthuskerk aldaar.
Het kerkgebouw kwam in bezit van de gemeente Terneuzen en uiteindelijk vestigde zich de vrijmetselaarsloge L'Amitié sans Fin in het gebouw.

## Gebouw
Het betreft een bakstenen gebouw onder zadeldak met een naastgebouwde lage toren die eveneens gedekt wordt door een zadeldak.